# 1999년 러시아 아파트 폭탄 테러

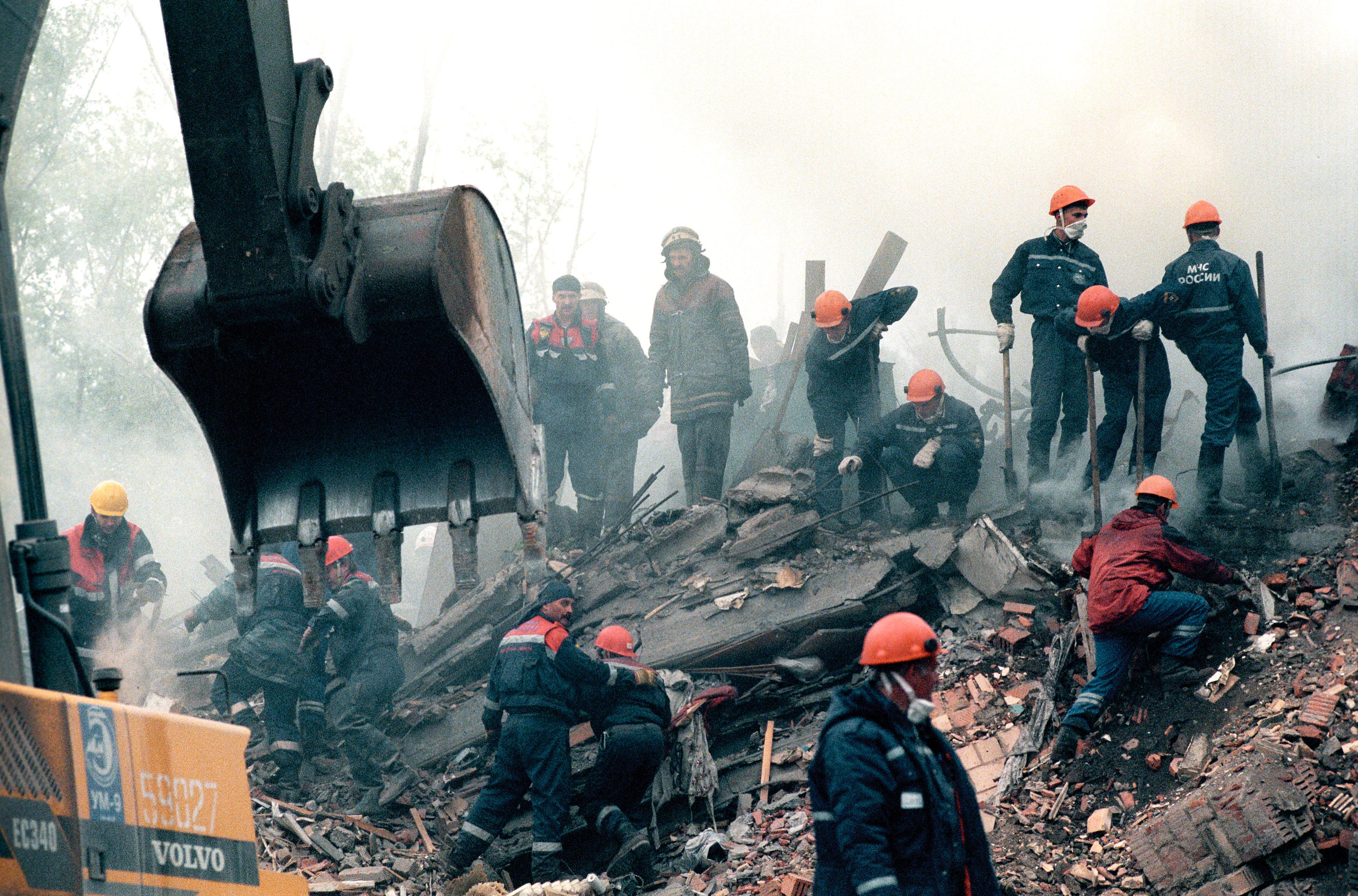

러시아 아파트 폭탄 테러는 1999년에 모스크바, 부이낙스크, 볼고돈스크에서 발생한 폭탄 테러 사건으로, 295명이 사망하였다. 같은 달에 총리가 된 블라디미르 푸틴은 체첸 독립파 무장 세력의 테러로 단정지었다. 이 사건과 체첸 무장 세력의 다게스탄 전쟁을 이유로 체첸 침공을 재개하고 제2차 체첸 전쟁의 발단이 되었다. 푸틴의 대 체첸 강경 노선은 반 체첸에 기울어진 국민의 지지를 받고 대통령의 자리에 올려 놓았다.

## 사건 발생
- 8월 31일 - 모스크바 마네즈나야 광장의 오코트니 리야드 쇼핑몰에서 혼잡 시간대에 폭탄 테러. 1명이 사망하고 40명이 부상.
- 9월 4일 - 다게스탄 공화국의 부이낙스크의 군인을 위한 공동 주택에 트럭이 폭발하고 건물이 붕괴. 64명의 러시아 군인 및 가족 사망, 130명 부상.
- 9월 9일 - 모스크바 구리야노바 가에서 공동 주택이 폭파되어 94명이 사망하고 164명이 부상.
- 9월 13일 - 모스크바 카시르스코예 가에서 공동 주택이 폭파되어 119명이 사망.
- 9월 16일 - 볼고돈스크에서 공동 주택이 폭파되어 17명이 사망하고 72명이 부상.

## 같이 보기
- 제2차 냉전
- 크로쿠스 시티홀 테러